# Tufillo
Tufillo est une commune de la province de Chieti dans la région Abruzzes en Italie.

## Administration
| Période                                  | Période  | Identité     | Étiquette       | Qualité |
| ---------------------------------------- | -------- | ------------ | --------------- | ------- |
| 30 mai 2006                              | En cours | Marco Monaco | Centro-Sinistra |         |
| Les données manquantes sont à compléter. |          |              |                 |         |

### Communes limitrophes
Celenza sul Trigno, Dogliola, Mafalda (CB), Montemitro (CB), Palmoli, San Felice del Molise (CB)